# Ecografia morfològica
L'ecografia morfològica, també coneguda com a exploració d'anatomia, ecografia de les 20 setmanes o ecografia de nivell 2, és una eina fonamental en l’atenció prenatal que permet avaluar detalladament les estructures anatòmiques del fetus, la placenta i els òrgans pèlvics de la gestant. Aquesta prova, que forma part de l’atenció obstètrica de qualitat, ofereix informació essencial per a la salut tant del fetus com de la persona gestant, facilitant una detecció precoç d’anomalies de creixement, malformacions congènites i embarassos múltiples. A més, contribueix a la presa de decisions informades sobre el seguiment de l’embaràs i la planificació del part, sempre des d’un enfocament centrat en l’autonomia i el benestar de la gestant.

## Procediment
Aquesta exploració es realitza habitualment entre les 18 i les 22 setmanes de gestació, amb una prevalença particular al voltant de la setmana 19, com a part de l'atenció prenatal de rutina. Abans de les 18 setmanes, el desenvolupament fetal pot no ser suficient per a una avaluació ecogràfica acurada. Per contra, dur a terme aquesta exploració més enllà de les 22 setmanes pot condicionar les opcions reproductives de la gestant, ja que en molts contextos legals les restriccions sobre la interrupció voluntària de l'embaràs s'intensifiquen en aquest període. És fonamental que les dones rebin informació clara i accessible sobre els terminis i els seus drets, garantint així la seva autonomia en la presa de decisions sobre la seva salut i el seu embaràs.
L'ecografia bidimensional (2D) s'utilitza per examinar les estructures fetals, la placenta i el volum de líquid amniòtic, a més d'incloure una valoració dels òrgans pèlvics materns, aspecte sovint infravalorat en la medicina reproductiva. Tot i que la tècnica habitual és la sonda abdominal, l'ecografia vaginal també es pot emprar, especialment per avaluar condicions com la placenta prèvia o la longitud cervical. És essencial que les dones tinguin informació i consentiment previ abans de qualsevol tècnica invasiva, respectant la seva comoditat i drets.
L'ús de l'ecografia tridimensional (3D) no es recomana com a eina de rutina en l'ecografia morfològica, però pot ser útil per analitzar en detall algunes sospites específiques. Més enllà de la seva aplicació diagnòstica, cal reflexionar sobre com aquestes tecnologies poden influir en la percepció social del cos gestant i la medicalització de l'embaràs. La salut de les dones ha de ser abordada amb un enfocament integral, que contempli no només la biologia, sinó també els drets, l'autonomia i el benestar emocional de cada persona gestant.

## Components

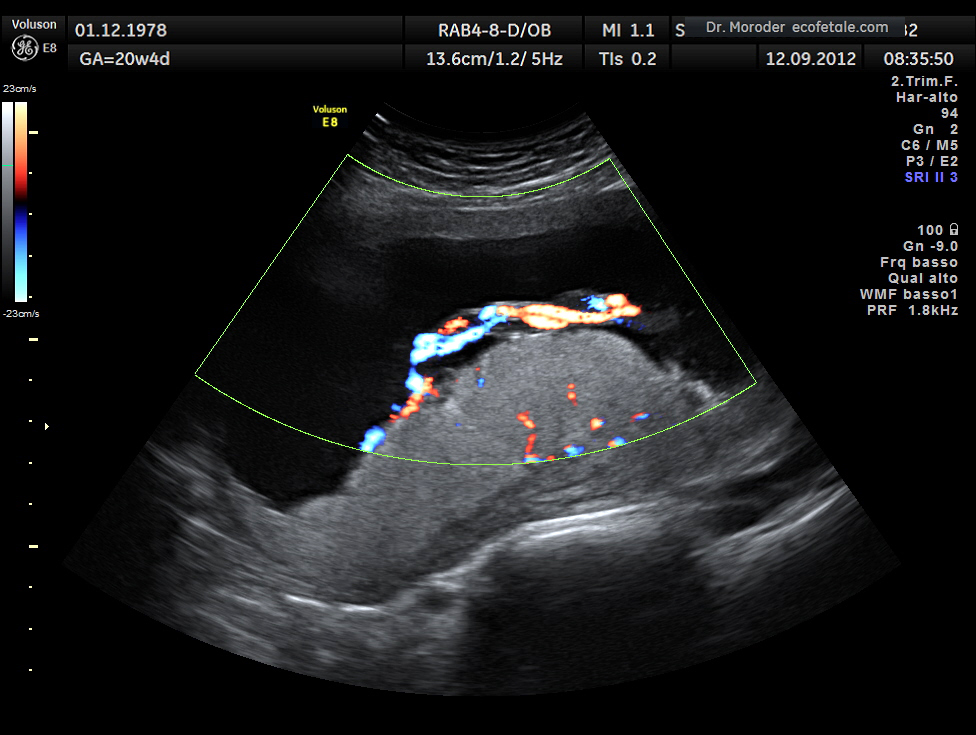
Imatge d'escaneig d'anatomia d'una placenta humana i un cordó umbilical (reproducció Doppler en color) que mostra la col·locació central del cordó a la placenta i tres vasos al cordó, que és la fisiologia normal.

Una exploració d'anatomia estàndard inclou normalment:
- Identificació del nombre de fetus, així com el nombre de sacs amniòtics i coriónics en gestacions múltiples.
- Avaluació de l’activitat cardíaca fetal per verificar el benestar del fetus.
- Determinació de la posició fetal en relació amb l’úter i el coll uterí, aspecte clau per a la planificació del part.
- Observació de la ubicació i morfologia de la placenta, incloent-hi el lloc d’inserció del cordó umbilical, per detectar possibles anomalies que puguin afectar l’oxigenació i la nutrició fetal.
- Mesura del volum de líquid amniòtic, un indicador essencial de la salut fetal.
- Càlcul de l’edat gestacional per garantir un seguiment precís del desenvolupament del fetus.
- Estimació del pes fetal, un factor rellevant per detectar possibles complicacions.
- Revisió anatòmica detallada del fetus per identificar qualsevol condició que pugui requerir atenció mèdica especialitzada.
- Quan sigui pertinent, avaluació de l’úter matern, les trompes de Fal·lopi, els ovaris i la bufeta, assegurant així un enfocament integral de la salut de la mare.[4]

## Usos mèdics
El cribratge ecogràfic del segon trimestre per a la detecció d'aneuploïdies, com la síndrome d’Edwards i la síndrome de Patau, es basa en la identificació de marcadors tous i determinades anomalies estructurals predefinides. Els marcadors tous són variacions dins la normalitat anatòmica que apareixen amb més freqüència en fetus amb aneuploïdia en comparació amb els fetus euploides. Tot i que sovint no tenen significació clínica ni impliquen conseqüències adverses per a l’embaràs, s’utilitzen per determinar si són necessàries proves addicionals, les quals tenen una precisió més elevada.
L’avaluació de la placenta és un element essencial per garantir un part segur i respectuós amb la salut materna. Per exemple, intentar un part vaginal quan la placenta cobreix el coll uterí (placenta prèvia) pot provocar una hemorràgia greu amb conseqüències potencialment mortals per a la mare. Per això, una planificació adequada del part és fonamental per reduir riscos innecessaris. A més, les anomalies placentàries i del cordó umbilical poden estar associades a determinades anomalies genètiques fetals, cosa que subratlla la importància d’una atenció obstètrica basada en l’evidència i centrada en el benestar de la dona.
| Condicions fetals | Condicions placentàries | Condicions maternes | - Anencefàlia - Llavi leporino - Defecte cardíac congènit - Hèrnia diafragmàtica - Gastroquisi - Hidrocefàlia congènita - Omfalocele - Agenesia renal - Espina bífida - Osteocondrodisplàsia - síndrome d'Edwards - Síndrome de Patau | - Placenta prèvia - Vasa prèvia - Placenta accreta - 2 cordó de vaixell - Lòbul succenturiat - Placenta circumval·lada - Inserció de cordó velamentós | - Masses ovàriques - Anomalies congènites de l'úter - Envà uterí - Úter bicorn - Leiomioma uterí - Cervix curt |

### Determinació del sexe fetal
El sexe fetal sovint es pot observar durant l'ecografia de cribratge per a anomalies, així com en altres proves prenatals com l'exploració quad. No obstant això, no es recomana realitzar una ecografia exclusivament amb la finalitat de determinar el sexe fetal si no hi ha una indicació mèdica justificada. Aquesta pràctica, motivada sovint per raons socioculturals, pot contribuir a la perpetuació d’estereotips de gènere i a la selecció prenatal basada en el sexe, un fenomen preocupant des d’una perspectiva de justícia de gènere i drets humans.

### Limitacions en l'ecografia prenatal
Tot i que l'ecografia és una eina fonamental per al cribratge d'anomalies fetals, la seva sensibilitat és variable i només pot identificar al voltant del 40% de totes les anomalies. La capacitat d’aquesta prova per detectar problemes estructurals en el fetus depèn de múltiples factors, incloent-hi la gravetat de l'anomalia, l’edat gestacional en el moment de l’exploració, l’experiència de la persona professional que la realitza i interpreta, el risc de base de la població estudiada i condicions físiques com l’obesitat materna.
Cal tenir en compte que aquestes limitacions poden tenir un impacte desigual en diferents grups de dones, especialment en aquelles amb menys accés a serveis de salut de qualitat. Per això, és essencial reivindicar una ecografia prenatal que no només sigui efectiva des d’un punt de vista clínic, sinó també equitativa i lliure de biaixos de gènere i classe social.